# Thecodontosauridae
De Thecodontosauridae zijn een familie van basale uitgestorven basale sauropodomorfe dinosauriërs die deel uitmaken van de Bagualosauria, bekend van fossiele overblijfselen die uitsluitend zijn gevonden in het Magnesische conglomeraat van Bristol, Engeland, dat dateert uit het Rhaetien van het Laat-Trias (hoewel het zo oud zou kunnen zijn als het Norien van het Laat-Trias en zo jong als het Hettangien van het Vroeg-Jura). Er zijn twee geslachten bekend: Agrosaurus en Thecodontosaurus; de eerste wordt vaak beschouwd als hetzelfde dier als de laatste.